# Jordan Vandenberg
Pour les articles homonymes, voir Vandenberg.
Jordan Vandenberg, né le 25 mars 1990 à Melbourne, est un joueur australien de basket-ball.

## Biographie
Il participe à la NBA Summer League 2014 avec les Knicks de New York. Plus tard, il signe un contrat avec les Knicks, mais New York résigne son contrat quelques jours plus tard. En novembre 2014, il signe aux Knicks de Westchester mais Westchester le coupe après seulement neuf matchs.